# Puerto Rico ved sommer-OL 2012
Puerto Rico deltog ved Sommer-OL 2012 i London som blev arrangeret i perioden 27. juli til 12. august 2012.

## Medaljer
| 2012 London | Guld | Sølv | Bronze | Total |
| Puerto Rico | 0    | 1    | 1      | 2     |

### Medaljevinderne
| Puerto Rico under sommer-OL 2012 i London | Puerto Rico under sommer-OL 2012 i London | Puerto Rico under sommer-OL 2012 i London | Puerto Rico under sommer-OL 2012 i London | Puerto Rico under sommer-OL 2012 i London |
| Medalje                                   | Navn                                      | Sport                                     | Event                                     | Dato                                      |
| ----------------------------------------- | ----------------------------------------- | ----------------------------------------- | ----------------------------------------- | ----------------------------------------- |
| Sølv                                      | Jaime Espinal                             | Brydning                                  | Men's freestyle 84 kg                     | august 11                                 |
| Bronze                                    | Javier Culson                             | Atletik                                   | Men's 400 m hurdles                       | august 6                                  |